# David Rull N. Blackburn
David Rull N. Blackburn (* 29. August 1845 in New Market, Tennessee; † 23. Oktober 1903 in Albany, Oregon) war ein US-amerikanischer Offizier, Jurist und Politiker (Republikanische Partei).

## Werdegang
David Rull N. Blackburn wurde 1845 während der Wirtschaftskrise von 1837 geboren. Seine Kindheit war vom Mexikanisch-Amerikanischen Krieg überschattet. Über seine Jugendjahre ist nichts bekannt.
Während des Bürgerkrieges verließ er seinen Heimatstaat, da dieser auf der Seite der Konföderierten Staaten von Amerika stand, und verpflichtete sich in Kentucky in der Unionsarmee. Am 26. April 1862 wurde er in der Nähe von Woodson Gap in den Cumberland Mountains durch die konföderierte Kavallerie unter Colonel Turner Ashby gefangen genommen und in das Gefangenenlager in Madison (Georgia) geschickt. Nach seiner Freilassung kehrte er nach Hause zurück. Am 20. Juli verpflichtete er sich als Private in der Kompanie C in der 9. Tennessee Kavallerie. Er wurde dann zum First Lieutenant befördert und am 27. Oktober 1863 zum Adjutant seines Regiments ernannt. Im November 1863 nahm er an der Belagerung von Knoxville (Tennessee) teil. Danach marschierte er mit seinem Regiment im Dezember 1863 nach Camp Nelson (Kentucky) mit vielen konföderierten Gefangenen. Im April 1864 trat er aus der Armee aus und kehrte nach Hause zurück. Er wurde erneut gefangen genommen und in ein Gefangenenlager geschickt. Bei seiner Verlegung von einem Gefangenenlager in ein anderes gelang ihm aber die Flucht. Blackburn verbrachte den folgenden Monat in den Bergen in dem Bemühen wieder nach Hause zu gelangen und nicht erneut gefangen genommen zu werden. Auf seiner Flucht stieß er schließlich auf das 2. North Carolina Unionsregiment unter dem Kommando von Colonel George Washington Kirk. Er kehrte nach Knoxville zurück. Während der Zeit, als er sich in den Bergen versteckte, waren die Wetterbedingungen äußerst schlecht. Er litt an Hunger und Kälte.
Nach dem Ende des Krieges heiratete er am 18. Juli 1866 in Tennessee Miss Francis A. Foust (1847–1922), Tochter von Eliza Sawyers und Captain Wiley C. Foust. Das Paar bekam mindestens zwei Kinder: Archie William und James. Blackburn studierte Jura. Seine Zulassung als Anwalt in Tennessee erhielt er 1867. Er zog 1874 mit seiner Ehefrau nach Oregon. Sie ließen sich dort in Eugene (Lane County) nieder. Von dort zogen sie zuerst nach Brownsville und dann nach Albany. Beide Towns liegen im Linn County. Nach seiner Ankunft in Oregon erhielt er seine Zulassung als Anwalt und war in der Folgezeit als Anwalt tätig. 1888 wurde er zum Amtsrichter im Linn County gewählt. Bei den Wahlen im Jahr 1898 wurde er zum Attorney General von Oregon gewählt. Er bekleidete den Posten vom 9. Januar 1899 bis zum 12. Januar 1903. Nach seinem Tod im Jahr 1903 in Albany wurde er dort auf dem Riverside Cemetery beigesetzt.